# Ryukyudwergooruil
De ryukyudwergooruil (Otus elegans) is een vogelsoort uit de familie van de strigidae (uilen).

## Verspreiding en leefgebied
Deze soort komt voor op de eilanden bezuiden van Japan tot de Filipijnen en telt vier ondersoorten:
- O. e. interpositus: de Daito-eilanden ten zuiden van Japan.
- O. e. elegans: de Riukiu-eilanden ten zuiden van Japan.
- O. e. botelensis: de Lanyu-eilanden (zuidelijk Taiwan).
- O. e. calayensis: Batan, Calayan en het eiland Sabtang (de noordelijke Filipijnen).